# Maison aux Cigognes
La maison aux Cigognes est un monument historique situé à Strasbourg, dans le département français du Bas-Rhin.

## Localisation
Ce bâtiment est situé au 14, rue des Orfèvres à Strasbourg. En 1433, la demeure était déjà connue sous le nom de Zum den Storchen.

## Historique
En 1672, l'orfèvre Jacob Oberlin et sa femme Anne Ursule Waldeck achètent cette maison. En 1695 le couple la revend à un autre orfèvre Jean-Louis I Imlin. 
En 1785, le maître-orfèvre luthérien Jacques Henri Alberti y a son atelier, il y vit avec son épouse Catherine Salomé Emmerich.
Un autre orfèvre, Jean Louis Buttner, s'installe en 1803 .
L'édifice est inscrit au titre des monuments historiques le 13 juin 1929.